# Unica (Mio danno ed amore)
Unica (mio danno ed amore) è un singolo del cantautore italiano Antonello Venditti, pubblicato il 28 ottobre 2011 come primo estratto dall'album in studio Unica.

## Video musicale
Il video è stato diffuso il 19 novembre successivo.
È stato girato in parte a Roma e in parte in Islanda con la partecipazione del figlio Francesco Venditti.

## Classifiche
| Classifica (2011) | Posizione massima |
| ----------------- | ----------------- |
| Italia            | 9                 |